# سویدا
سویدا یکی از شهرهای کشور سوریه است. این شهر مرکز استان سویدا است.